# Vörösmarty tér (métro de Budapest)
Vörösmarty tér est une station du métro de Budapest. Elle est sur la  .

## Lieux remarquables à proximité
- Váci utca
- Vörösmarty tér
- Pesti Vigadó
- Académie hongroise des sciences